# Anora
Anora je americké romantické komediální drama z roku 2024. Jde o autorský snímek režiséra Seana Bakera, který film režíroval, produkoval, napsal k němu scénář a chopil se střihu. V hlavních rolích se představili Mikey Madison a Mark Ejdelštejn, v dalších rolích Jurij Borisov, Karren Karagulian, Vache Tovmasyan a Aleksej Serebrjakov. 
Premiéra proběhla na filmovém festivalu v Cannes v květnu 2024, kde snímek získal ocenění Zlatá palma. Do distribuce se dostal v říjnu 2024 a utržil 41 milionů dolarů. Rozpočet filmu činil šest milionů dolarů. Na 97. ročníku udílení Oscarů v březnu 2025 měl snímek šest nominací, z nichž pět proměnil (nejlepší film, nejlepší režie, nejlepší původní scénář, nejlepší střih a nejlepší herečka v hlavní roli).

## Děj
Anora „Ani“ Mikheeva je 23letá striptérka, která žije v Brighton Beach, ruské čtvrti v Brooklynu v New Yorku. Její šéf ji seznámí s Ivanem „Vanyou“ Zakharovem, mladým synem ruského oligarchy Nikolaje Zakharova, který si vyžádá někoho, kdo ovládá ruštinu. I když je Vanya v USA kvůli studiu, většinu času tráví na večírcích a hraním videoher v rodinné vile v Brooklynu.
Vanya si Ani najme na několik setkání a zaplatí jí 15 000 dolarů za to, aby s ním strávila týden. Během výletu do Las Vegas ji impulzivně požádá o ruku. Ani je k návrhu zpočátku skeptická, ale nakonec souhlasí a vezmou se v tamní kapli. Ani dá výpověď v práci a přestěhuje se do Vanyovy vily. Když se o jejich manželství dozví Vanyova matka Galina, rozhodne se jednat. Pošle svého arménského kmotra Torose, aby manželství anuloval, zatímco ona a Vanyův otec Nikolaj poletí do USA.
Toros vysílá své nohsledy, Garnika a Igora, aby našli Vanyu. Když dorazí do domu, oznámí mu, že ho rodiče chtějí vrátit do Ruska. Zároveň urazí Ani, když ji označí za prostitutku a tvrdí, že si ji Vanya vzal pouze kvůli zelené kartě. Vanya uteče a Ani se verbálně i fyzicky střetne s Garnikem a Igorem, než ji přemohou a zadrží. Když Toros dorazí, zabaví jí snubní prsten a nabídne jí 10 000 dolarů za anulování manželství. Ani trvá na tom, že ona a Vanya jsou zamilovaní, ale nakonec souhlasí, že pomůže Torosovi ho najít.
Ani, Toros, Garnik a Igor stráví noc hledáním Vanyi v Brooklynu. Ani se od přátel dozví, že Vanya je v její bývalé práci s jinou striptérkou. Najdou ho opilého a neschopného komunikovat, a tak čekají venku u newyorského soudu až do rána. Anulace manželství je ale nakonec zamítnuta, protože svatba proběhla v Nevadě.
Na letišti se Ani představí Nikolaji a Galině v ruštině, ale Galina ji okamžitě odmítne. Vanya, pod tlakem rodičů, chladně říká Ani, že jejich manželství byla jen hra, a Galina nařídí, aby všichni nastoupili na let do Las Vegas. Ani, která nepodepsala předmanželskou smlouvu, pohrozí rozvodem, ale Galina ji varuje, aby to nezkoušela. Ani si uvědomí Vanyovu nezralost a sílu jeho rodiny, a tak nakonec souhlasí s anulováním manželství. Po podepsání papírů Igor navrhne, že by se Vanya měl Ani omluvit, ale Galina to odmítne. Ani jim řekne, co si o nich myslí, a odejde.
Igor vezme Ani zpět do New Yorku, aby si vyzvedla své věci. Stráví poslední noc v sídle Zacharovových, konfrontuje Igora s jejich dřívějším setkáním, obviňuje ho z napadení a naznačuje, že by ji znásilnil, kdyby byli sami, což on popírá. Ráno Igor dá Ani slíbené peníze a odveze ji domů. V autě jí jako gesto dobré vůle vrací snubní prsten. Ani následně iniciuje sex s Igorem, ale zastaví se, když se ji pokusí políbit. Poté se zhroutí a vzlyká mu v náručí.

## Obsazení
| Mikey Madison       | Anora                 |
| Mark Ejdelštejn     | Ivan „Vanya“ Zakharov |
| Jurij Borisov       | Igor                  |
| Karren Karagulian   | Toros                 |
| Vache Tovmasyan     | Garnik                |
| Aleksej Serebrjakov | Nikolaj Zakharov      |
| Darja Ekamasova     | Galina Zakharova      |